# 乌韦·勒斯勒尔
烏維·路斯拿（德語：Uwe Rösler，1968年11月15日—）德國前職業足球員，在東德阿尔滕堡出生，司職中鋒，退役後擔任領隊，曾任教多支挪威球隊、英甲的賓福特和英冠的韋根及列斯聯。
路斯拿之前是一名成功的球員，曾效力多支球隊，其中包括1994年至1998年期間效力曼城，連續三年成為球隊的首席射手；曾代表凱沙羅頓參賽歐聯。而他亦曾6次代表東德參加國際賽。

## 生平

### 球會

#### 東德

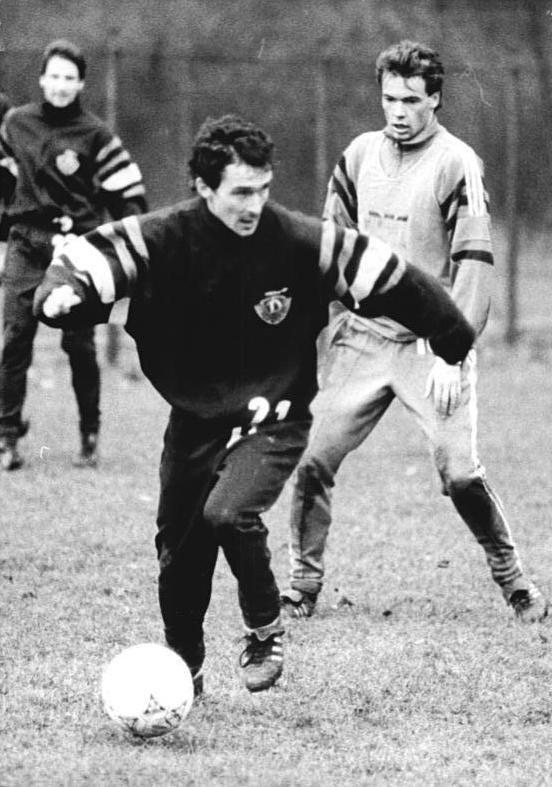
路斯拿 (右) 參與德累斯頓戴拿模的操練

路斯拿在家鄉東德展開足球事業，於1987年加盟萊比錫火車頭，但僅逗留了一季，在翌年轉投馬德堡。效力三個球季後，於1991年8月轉會兩德統一後兩支加入德甲的前東德球隊之一的德累斯頓戴拿模，翌季加盟紐倫堡，上陣28場顆粒全無。自小在東德長大的路斯拿，當地所有球員均稱為業餘球員，路斯拿表示難以適應西方環境：『我於挑選球員時突然看到了更多的個人主義思想、派系、強大的媒體和個人政治。圍牆仍然存在部分人的腦海中，在很多方面我自覺幼稚。』。

#### 曼城
1994年3月路斯拿獲邀到曼城進行試訓。被安排於對般尼的預備隊賽事上陣，路斯拿梅開二度而獲提供一紙三個月的借用合約。他於隨後的週六對昆士柏流浪首次為曼城一隊上陣。借用期間上陣12仗取得5個入球為他於季末贏得正式加盟的長約，轉會費報導不一，由37.5萬至50萬英鎊不等。

#### 返回德國
1998年夏季路斯拿返回德國加盟剛於升班德甲後首季即贏得冠軍錦標的凱沙羅頓，但僅效力了一個球。他最為人津津樂道是於1998年12月9日對HJK赫尔辛基以後補身份登場，在下半場演出帽子戲法，凱沙羅頓大勝5-2，並取得1998/99赛季欧洲冠军联赛分組首名，但晉級後於半準決賽兩回合累計0-6遭拜仁慕尼黑淘汰出局。他於翌季轉投TB柏林。

#### 修咸頓
由於TB柏林於2000年夏季破產，時任修咸頓主帥的格伦·霍德尔（Glenn Hoddle）免費羅致路斯拿。但他無法在「聖人」（Saints）一隊建立常規正選席位，原因是占士·比亞堤（James Beattie）狀態大勇，於11月至12月期間10戰轟入10球。而路斯拿更因腹股溝受傷須要接受手術，因而缺陣數星期。雖然他是一名全心全意及負責的球員，他只為「聖人」在禾靈頓盃對曼斯菲取得具競爭性賽事唯一的入球。
2001年5月26日在小谷球場（The Dell）的閉幕戰與白禮頓舉行友誼賽，白禮頓是小谷球場於1898年揭幕後首支到訪的球隊，「聖人」小勝1-0，入球者正是路斯拿；但小谷球場官方最後一名入球者的榮譽卻歸於其隊友馬菲·拿鐵斯（Matthew Le Tissier），他在七天前的英超3-2擊敗阿仙奴射入奠勝球，是小谷球場舉行最後一場具競爭性的賽事。
翌季路斯拿上陣機會屈指可數，更於11月被借用到西布朗，其後於2002年1月返回德國免費加盟安達赫治。

#### 西布朗
路斯拿曾於2001年10月由修咸頓外借到西布朗，代替因傷缺陣的斯科特·多比（Scott Dobie）。他在2011年10月31日首次上陣作客出戰水晶宮；四天後於主場1-0擊敗諾定咸森林中路斯拿射入效力期間的唯一入球。路斯拿只為西布朗上陣5場，而球隊其後取得2001/02年球季的甲組聯賽亞軍及升班資格。

#### 利尼史特朗
2002年7月路斯拿簽約加盟挪威球隊利尼史特朗，於2002年球季後半季為「金絲雀」（Canaries）上陣11仗射入10球。
2003年球季揭幕戰對波杜基林特，路斯拿射入協助利尼史特朗小勝1-0。賽事進行中路斯拿感覺呼吸及跑動困難，賽後接受X光檢查，發現肺部有一個大肿瘤診斷為癌症，路斯拿因此而結束球員生涯，時年34歲。 於接受化療後，路斯拿戰勝癌魔完全康復。於病情緩解時，他在德國供讀教練課程並成功取得教練執照，讓他可以繼續喜愛的足球工作。

### 國家隊
路斯拿於1988年4月13日首次代表東德上陣，以1-1賽和保加利亞。他合共6次為國家隊上陣，但沒有取得入球。

### 領隊

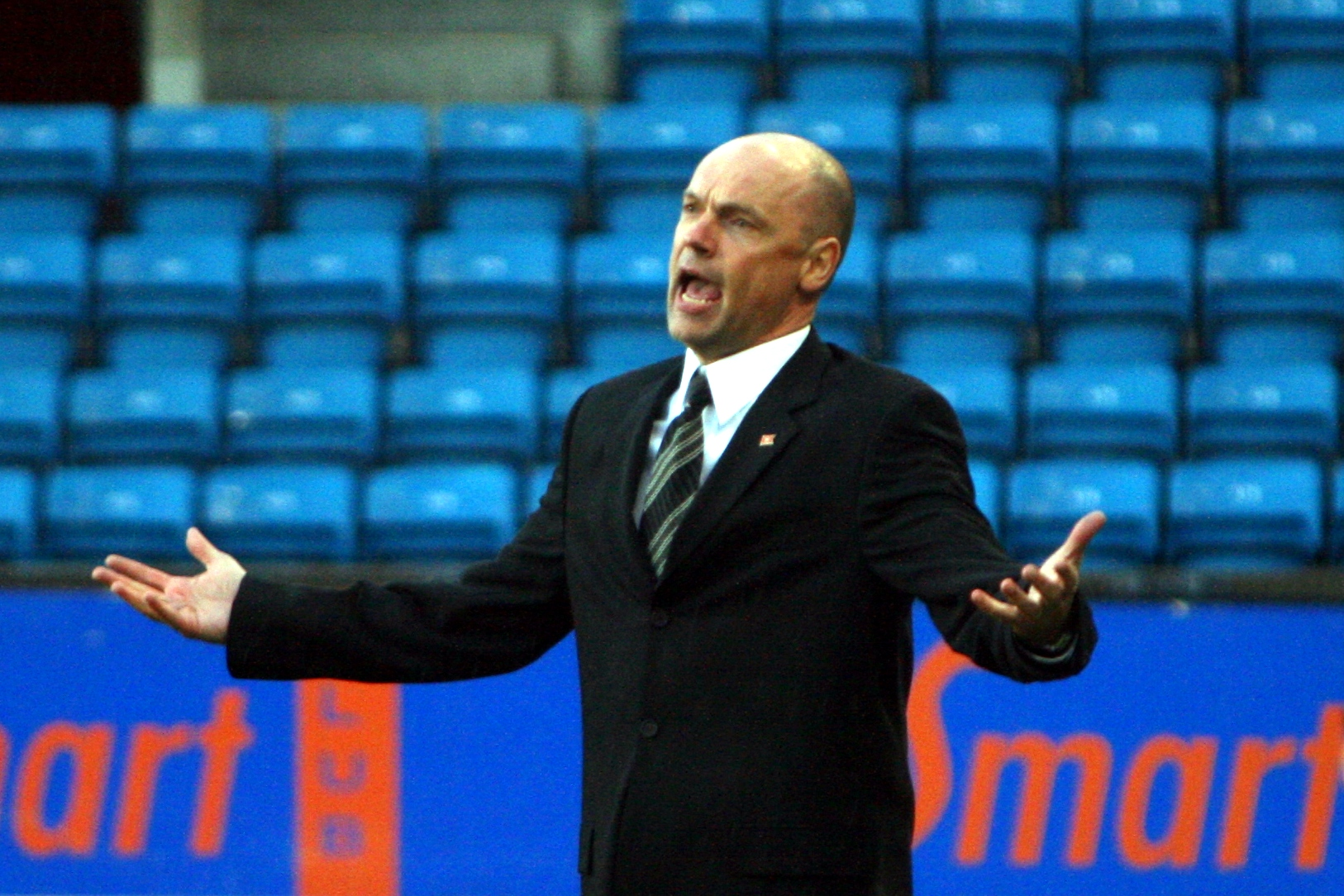
路斯拿攝於任教維京時於2009年4月13日以0-0賽和利恩

於肺癌完全康復後，路斯拿重返利尼史特朗，在2005年開始擔任領隊之職。他連續兩季帶領球隊取得聯賽第四位，並分別於2005年在挪威盃及2006年在皇家联赛闖入決賽，但均與冠軍錦標擦身而過，僅能屈居亞軍。惟成績仍未能滿足利尼史特朗的董事會，於2006年11月與副手貢納爾·哈勒（Gunnar Halle）一同被革除職務。
於下台不久，路斯拿在2006年11月22日獲另一支挪威球隊維京賞識聘任執教，代替離隊的湯姆·諾德萊（Tom Nordlie），巧合的是諾德萊正正是取代路斯拿執掌其舊東主利尼史特朗的新帥。2007年球季路斯拿帶領維京在挪威足球超级联赛取得季軍席位。2009年11月18日維京宣佈路斯拿離隊。
2010年8月31日莫迪以短期合約形式聘請路斯拿，於莫迪在球季最後的8場聯賽，他帶領球隊保持不敗，為球隊取得雙倍的積分，並成功護級。惟莫迪在新球季的帥位已篤定由奥勒·居纳尔·索尔斯克亚上任，路斯拿於2011年球季展開前的2010年11月離隊。
路斯拿表示希望有日重返英超擔任領隊。2011年6月他獲英甲球隊賓福特聘任為領隊，簽訂兩年合約。
路斯拿執教賓福特首場具競爭性的賽事以2-0擊敗伊奧維，領導球隊的首個球季獲得第九位的成績，取得67分，是賓福特近6年來最高的聯賽排名。
2013年12月5日，英甲前列球隊賓福特批准英冠球隊韋根與其領隊路斯拿相討加盟事宜。
2013年12月7日，英冠球隊韋根宣佈路斯拿為新任領隊，同日韋根作客米禾爾的比賽他只會觀看，翌日作正式執教球隊。2014年11月13日，於新球季17場聯賽僅獲3勝排名22位，上任不足1年，去季帶領球隊晉級聯賽附加賽和足總盃準決賽的路斯拿被韋根革退。
2015年5月20日，路斯拿走馬上任英冠球會列斯聯的主教練，簽約兩年，是球會少於一年內第五名主帥。2015年10月19日，最近三連敗，本季主場未嘗勝果，執教僅12場的路斯拿被撤換下台。

## 外部連結
- 足球数据库：烏韋·路斯拿的球员统计数据
- 足球資料庫：烏韋·路斯拿的領隊統計數據
- Biography on Manchester City Fans website